# Chidiock Tichborne
Chidiock Tichborne  (n.Southampton, después del 24 de agosto de 1562-Londres, 20 de septiembre de 1586) fue un poeta y conspirador católico inglés, que murió ejecutado, no sin dejar antes una Elegía, que constituye una apreciada pieza poética.

## Biografía
Chidiock (pronúnciese “Kidick”) Tichborne nació en Southampton, en una fecha no determinada posterior al 24 de agosto de 1562, día en que consta que sus padres, fervientes católicos, contrajeron matrimonio. Otras fuentes no verificadas dan como fecha de nacimiento alrededor de 1558, pero parece inverosímil en las circunstancias señaladas.
Aunque en la familia Tichborne había ascendientes y algún colateral bien situados, Chidiock, hijo menor de un hijo menor, carecía de medios propios de vida, y hubo de abrirse camino por su cuenta. Obtuvo para ello el patrocinio o patronazgo de un pariente lejano, lord Chidiock Paulet.
En sus primeros años de vida, Tichborne se benefició de la tolerancia vigente hacia el culto católico, pero a partir de 1570, a raíz de la excomunión de la reina Isabel y la creación de los antecedentes de la Iglesia de Inglaterra, esa relativa tolerancia concluyó, la práctica de la religión católica fue prohibida e incluso los sacerdotes arriesgaban la pena de muerte si ejercían sus funciones. Todo ello afectó sustancialmente a la vida del joven Chidiock.
Así, en 1583 Tichborne y su padre fueron arrestados e interrogados acerca del uso de “reliquias papistas” que el joven había traído de un viaje al extranjero no comunicado a las autoridades. Aunque el asunto se resolvió sin cargos, en 1586 toda la familia sufrió nuevas imputaciones de “prácticas papistas”.
En junio del año citado, Tichborne aceptó desempeñar un papel secundario en el Complot de Babington, que pretendía nada menos que asesinar a Isabel I y sustituirla por la católica María I de Escocia. La trama estaba profundamente infiltrada por agentes dobles de la reina Isabel, por lo que fue abortada antes de comenzar. Aunque muchos de los conspiradores pudieron escapar, Tichborne tenía una pierna lesionada y se vio forzado a permanecer en Londres, donde fue arrestado el 14 de agosto de 1586, juzgado y condenado a muerte.

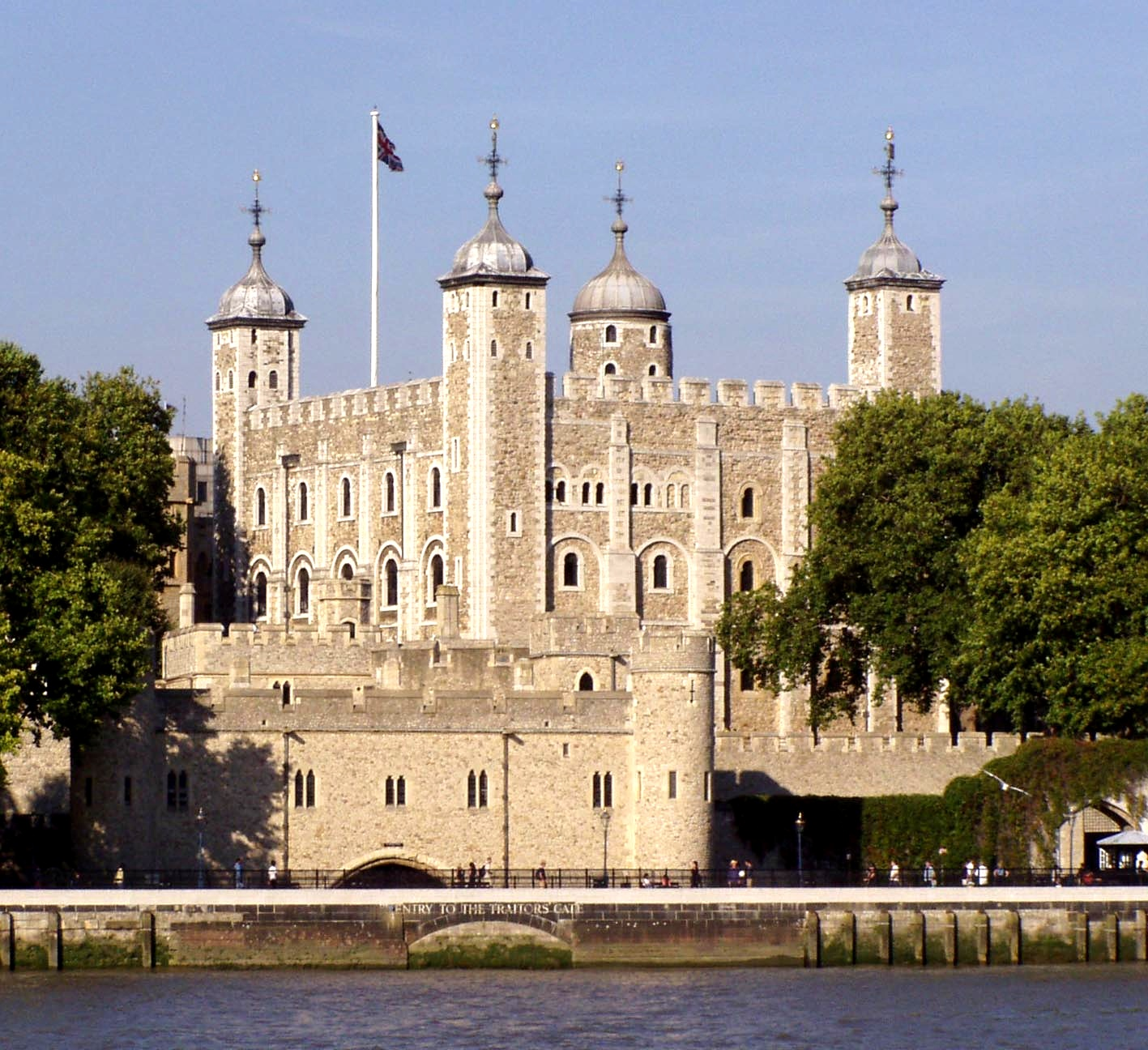
Tower of London, Traitor's Gate

Mientras permanecía en prisión en la Torre de Londres, el 19 de septiembre de 1586, justamente la víspera de su ejecución, Tichborne escribió una carta a la que al día siguiente sería su viuda, llamada Agnes. La carta contenía una poesía sin título compuesta de tres estancias, sin duda la obra de mayor relieve de su autor y que todavía goza de popularidad, bajo la denominación de Elegía.
El 20 de septiembre de 1586 Chidiock Tichborne fue ejecutado junto con otros conspiradores, en la forma extraordinariamente cruel reservada para el delito de traición. Sucesivamente, fueron eviscerados, colgados, arrastrado su cadáver y descuartizado. Posteriormente, la reina Isabel ordenó que para los restantes conspiradores el ahorcamiento precediera a la evisceración.

## La poesía
Tichborne apenas habría figurado en una nota a pie de página de la historia de no ser por su contribución poética, en la que descuella su ya mencionada Elegía, a veces llamada Lamento (en realidad, solo se conocen otras dos composiciones suyas). Estructurada sobre dos figuras retóricas favoritas en esa época del Renacimiento  inglés, la antítesis y la paradoja,  que sirven para transparentar la trágica situación del poeta, condenado a morir a los 23 años, el original está escrito casi exclusivamente con palabras monosílabas, lo que refuerza su ritmo. Merece la pena transcribir ese original inglés:

My prime of youth is but a frost of cares,
My feast of joy is but a dish of pain,
My crop of corn is but a field of tares,
And all my good is but vain hope of gain;
The day is past, and yet I saw no sun,
And now I live, and now my life is done.
The spring is past, and yet it hath no sprung
My fruit is fallen, and yet my leaves are green,
My youth is gone, and yet I am but young
I saw the world and yet I was not seen;
My thread is cut and yet it is not spun,
And now I live, and now my life is done.
I sought my death and found it in my womb,
I looked for life and saw it was a shade,
I trod the earth and knew it was my tomb,
And now I die, and now I was but made;
My glass is full, and now my glass is run,
And now I live, and now my life is done.

Una traducción tentativa al español, más literal que poética, rezaría así:

La flor de mi juventud no es sino una escarcha de preocupaciones,
El festín de mi alegría no es sino un plato de dolor,
Mi cosecha de maíz no es sino un campo de cizaña,
Y todo mi bien no es sino vana esperanza de ganancia;
El día ha pasado y yo aún no he visto el sol,

Y ahora estoy vivo  y ahora mi vida está acabada.
La primavera ya pasó y aún no ha brotado,
Mi fruta ha caído y mis hojas están aún verdes,
Mi juventud se ha ido y yo aún no soy sino un joven,
He visto el mundo y aún yo no he sido visto,
Mi hilo se ha cortado y aún no está hilado
Y ahora estoy vivo y ahora mi vida está acabada.
Pedí la muerte y la encontré en mi vientre,
Busqué la vida y vi que era una sombra,
Pisé la tierra y supe que era mi tumba
Y ahora muero y ahora no estaba acabado
Mi vaso está lleno y ahora se ha agotado
Y ahora estoy vivo y ahora mi vida está acabada

La que hemos transcrito y traducido es la versión original manuscrita, aunque de esta hay hasta veintiocho ejemplares, con numerosas variantes menores. La versión impresa, por así decir, canónica, se contiene en la colección Verses of Praise and Joye, publicada en el mismo año 1586 para celebrar la supervivencia de la reina y atacar a los conspiradores. En esta versión, el primer verso de la segunda estancia reza Mi cuento ha sido oído y todavía no se había contado, y el tercer verso de la misma estrofa es Mi juventud se ha gastado y yo todavía no soy viejo.
La relativa popularidad del poema y su ritmo y estructura han facilitado adaptaciones musicales, desde la era isabelina (John Mundy, 1592, entre otros) hasta la contemporánea (Norman delo Joio, 1949), pasando por el francés Gounod, en 1873.